# Aegidius Jonas von Buch
Aegidius Jonas von Buch (* 10. Mai 1599; † 5. Januar 1654) war von 1635 bis 1640 Bibliothekar des Klosters St. Gallen. 

## Leben
Pater Aegidius, geboren als Gabriel Daniel Jonas von Buch, war der Sohn von Johann Philipp Jonas von Buch und Helena Stauder von Winkelbach. Er wuchs auf der Burg Waldegg bei Straubenzell auf, wo sein Vater in fürstäbtlichen Diensten stand. Ab 1607 besuchte er die Schule in Rorschach, ab 1611 jene im Kloster St. Gallen. Wegen der Pest für kurze Zeit nach Hause zurückgekehrt, wurde er 1612 Novize und legte am 10. August 1615 die Profess ab. Nach weiteren Studien wurde er 1620 in Konstanz zum Subdiakon, 1622 zum Diakon und 1623 zum Priester geweiht. Zeitlebens hatte er mit gesundheitlichen Problemen zu kämpfen und suchte deswegen immer wieder Badeanstalten auf. 

## Wirken
Am 23. Oktober 1623 wurde Pater Aegidius Kaplan des Abtes. Im gleichen Jahr übernahm er die Ämter eines Subcellerars und Unterbibliothekars. Ab 1624 war er als Lehrer in Rorschach tätig. Am 8. Oktober 1626 wurde er zusammen mit sechs weiteren Konventualen nach Fulda geschickt, wo er zunächst als Lehrer und Kaplan des Fürstabtes, später auch als Domprediger wirkte. Nach einer kurzen Versetzung nach Hersfeld arbeitete er in Fulda wieder als Lehrer und Registrator der Bibliothek, bis er 1630 zum Novizenmeister ernannt wurde. Wegen der herannahenden schwedischen Truppen unter Gustav Adolf floh er im Herbst 1631 mit seinen Novizen und Mitbrüdern nach Rorschach. Ab Mai 1632 siedelte er nach St. Johann über, von wo aus er zwei Berge (Stockberg und Speer) bestieg. Ab 1633 ist er wieder im Kloster St. Gallen bezeugt, zunächst als Beichtvater, Fest- und Hofprediger, dann als Katechet und Lehrer, ab 1635 als Vorsteher der Schule und Leiter der Stiftsbibliothek. Ab 1640 bekleidete er weitere Klosterämter, darunter jenes des Kellermeisters, Novizenmeisters und Brüderinstruktors. Es folgten klösterliche Amtstätigkeiten in Rorschach und St. Johann. Am 10. April 1646 wurde er Pfarrer in Nesslau und Krummenau, musste aber im Juli 1647 krankheitsbedingt nach St. Gallen zurückkehren. In der Folgezeit reiste er regelmässig zwischen St. Gallen und Alt St. Johann hin und her. Er starb am 5. Januar 1654 und wurde in der Pfarrkirche von Alt St. Johann beigesetzt.